# Dancing with the Devil... the Art of Starting Over
Dancing with the Devil... the Art of Starting Over —en español: Bailando con el diablo... el arte de empezar de nuevo— es el séptimo álbum de estudio de la celebridad estadounidense Demi Lovato, lanzado el 2 de abril de 2021 a través de Island Records. Fue grabado junto con una serie documental de YouTube Originals, titulada Demi Lovato: Dancing with the Devil, que documenta su recuperación y autodescubrimiento. Producido por una variedad de colaboradores, como Mitch Allan, Lauren Aquilina, Tommy Brown, Warren "Oak" Felder, Jussifer, y Matthew Koma, el álbum es un disco pop con elementos del indie, R&B contemporáneo y soul, con letras sobre el viaje de Lovato a través de sus obstáculos y su empoderamiento. Sigue un período de reforma en la vida y la carrera de la celebridad, luego de su hospitalización por una sobredosis de drogas en 2018.
Varias versiones del álbum estuvieron disponibles, incluidas portadas alternativas, paquetes y una edición exclusiva de Target con pistas adicionales. Fueron lanzadas dos versiones adicionales del álbum digitalmente: una versión de lujo y una edición extendida. Dancing with the Devil... the Art of Starting Over se retrasó en parte debido a la pandemia de COVID-19. Cuenta con cuatro sencillos: «Anyone», «What Other People Say», «Dancing with the Devil» y «Met Him Last Night». Noah Cyrus, Ariana Grande, Sam Fischer y Saweetie aparecen en la versión estándar del álbum, mientras que Sam Smith y Marshmello aparecen en la edición digital expandida. El disco se ubicó entre los diez primeros en Australia, Austria, Bélgica, Canadá, Irlanda, los Países Bajos, Noruega, Portugal, Escocia, España, Suiza, el Reino Unido y los Estados Unidos.
El álbum fue nominado para un premio GLAAD Media en la categoría de Artista Musical Sobresaliente. Además, la remezcla de Dave Audé de Met Him Last Night fue nominada a la 64.ª edición de los Premios Grammy.

## Antecedentes y desarrollo
Tras el lanzamiento de Tell Me You Love Me en 2017, Lovato se embarcó en una gira mundial que duró hasta julio del 2018, mes en el que tuvo una hospitalización a causa de una sobredosis de droga. En consecuencia, su carrera musical se vio pausada por un lapso de tiempo. En mayo de 2019, Lovato decidió firmar un contrato con el mánager Scooter Braun, al mismo tiempo que afirmaba a la revista Teen Vogue que lanzaría música en noviembre de ese mismo año, hecho que no sucedió. Lovato afirmó que decidió tomarse su tiempo y esperar al momento adecuado para publicar nuevo material.
Durante una transmisión en vivo en la aplicación de conversaciones de audio Clubhouse, Lovato explicó sobre el álbum: «Si lo escuchas pista por pista, si sigues la lista de canciones, es como la banda sonora no oficial del documental. Porque realmente sigue mi vida durante los últimos dos años. Cuando revisamos la lista de canciones y mapeamos cómo coincidía con la historia de mi vida, tenía sentido agregar las cosas más emocionales al principio y luego hacer la transición a 'El arte de comenzar de nuevo'». Se lanzó un sitio web promocional para el álbum, artofstartingover.com, donde se publicó la portada y un enlace para preguardarlo el 16 de marzo de 2021.
Demi estrenó el 23 de marzo de 2021, mediante YouTube, una docuserie llamada Demi Lovato: Dancing with the Devil. En dicho audiovisual, relata cómo vivió y superó su sobredosis, a la par que muestra el proceso creativo del álbum. Lovato también reveló tres colaboraciones con artistas femeninas en el álbum, incluida Ariana Grande, Saweetie y Noah Cyrus, además de sumar What Other People Say con Sam Fischer.

## Recepción

### Comentarios de la crítica
Dancing with the Devil... the Art of Starting Over recibió críticas positivas de parte de la crítica especializada, alcanzando un total de 73 puntos de 100 en el sitio Metacritic en base a 13 reseñas de distintos medios digitales, lo que indica "críticas generalmente favorables".
En críticas positivas, Robin Murray de Clash elogió a Dancing with the Devil... the Art of Starting Over como "un viaje ambicioso y enormemente revelador hacia la redención del pop", y elogió la combinación de oscuridad con ligereza. Señaló que el álbum, después de las primeras tres pistas, avanza en una dirección más edificante. Jeffrey Davies de PopMatters describió el álbum como "Demi Lovato como nunca antes habíamos escuchado". Agregó que la cantante es "atrevida y despreocupada", que "se toma en serio su identidad y personalidad" y elogió la libertad creativa que muestra. Al otorgarle al álbum una puntuación perfecta, Neil McCormick de The Daily Telegraph elogió al álbum, llamándolo "el artefacto pop contemporáneo perfecto" que mezcla baladas íntimas con temas de discoteca optimistas, y admiró la progresión de sus canciones. Nick Levine de NME escribió que el álbum es la "declaración artística definitiva hasta la fecha" de Lovato, describiendo además el disco como "musicalmente variado y líricamente sin adornos: un álbum de 'tómame como soy' que se atasca hasta cierto punto", recordando Missundaztood, el álbum de 2001 de Pink.

## Sencillos
Para la promoción de álbum fueron lanzados los sencillos What Other People Say y Dancing With the Devil, el primero en colaboración con Sam Fischer, lanzado el 4 de febrero de 2021, el segundo el 26 de marzo de 2021, un día después de haber liberado el documental Demi Lovato: Dancing with the Devil.

## Lista de canciones
| Dancing with the Devil... the Art of Starting Over |                                                       |                                                                                      |                                        |          |  |
| N.º                                                | Título                                                | Escritor(es)                                                                         | Productor(es)                          | Duración |  |
| 1.                                                 | «Anyone»                                              | Demi Lovato Bibi Bourelly Eyelar Mirzazadeh Jay Mooncie Sam Roman Dayyon Alexander   | Romans Mooncie Alexander               | 3:47     |  |
| 2.                                                 | «Dancing with the Devil»                              | Lovato Bianca Aterberry Mitch Allan John Ho                                          | Allan Ho                               | 4:03     |  |
| 3.                                                 | «ICU (Madison's Lullaby)»                             | Lovato Aterberry Philip Cornish                                                      | Phil the Keys Allan                    | 3:16     |  |
| 4.                                                 | «Intro»                                               | Lovato                                                                               |                                        | 0:26     |  |
| 5.                                                 | «The Art of Starting Over»                            | Lovato Carolina Pennell Trevor David Brown Warren "Oak" Felder William Zaire Simmons | Felder Brown Zaire Koalo               | 2:47     |  |
| 6.                                                 | «Lonely People»                                       | Lovato Felder Pennell Justin Tranter Brown Simmons Billy Walsh                       | Felder Brown Zaire                     | 2:40     |  |
| 7.                                                 | «The Way You Don't Look at Me»                        | Lovato Tranter Eren Cannata Julia Michaels Jussi Karvinen Pennell                    | Karvinen Cannata Allan                 | 2:28     |  |
| 8.                                                 | «Melon Cake»                                          | Lovato Tranter Cannata Michaels                                                      | Felder Cannata                         | 3:32     |  |
| 9.                                                 | «Met Him Last Night» (junto a Ariana Grande)          | Ariana Grande Albert Stanaj Thomas Lee Brown Courageous Xavier Herrera               | T. L. Brown Xavi Allan                 | 3:24     |  |
| 10.                                                | «What Other People Say» (junto a Sam Fischer)         | Lovato Sam Fischer Geoff Warburton Ryan Williamson                                   | Rykeyz Allan                           | 3:14     |  |
| 11.                                                | «Carefully»                                           | Marcus Andersson Pennell Lauren Aquilina                                             | Andersson Aquilina Allan               | 3:11     |  |
| 12.                                                | «The Kind of Lover I Am»                              | Lovato Felder Tranter Pennell Michaels Brown Simmons                                 | Felder Brown Zaire                     | 3:09     |  |
| 13.                                                | «Easy» (junto a Noah Cyrus)                           | Matthew Koma Taylor Goldsmith Madison Love Simon Wicox                               | Koma Bart Schoudel                     | 3:28     |  |
| 14.                                                | «15 Minutes»                                          | Lovato Tranter Atterberry Felder Brown Gregory Aldea Hein                            | Felder Brown Zaire                     | 2:51     |  |
| 15.                                                | «My Girlfriends Are My Boyfriends» (junto a Saweetie) | Lovato Saweetie Felder Andrew Wansel Love Michael Pollack                            | Felder                                 | 3:07     |  |
| 16.                                                | «California Sober»                                    | Lovato Felder Alex Niceforo Keith Sorrells Andersson Sam Homaee Pennell Aquilina     | Felder Niceforo Sorrells The Roommates | 3:05     |  |
| 17.                                                | «Mad World»                                           | Roland Orzabal                                                                       | Allan                                  | 3:02     |  |
| 18.                                                | «Butterfly»                                           | Andersson Pennell Aquilina                                                           | Andersson Allan Aquilina               | 2:37     |  |
| 19.                                                | «Good Place»                                          | Lovato Cannata Michaels Tranter                                                      | Cannata Felder                         | 3:04     |  |
| 57:11                                              |                                                       |                                                                                      |                                        |          |  |

| Edición con portada alternativa del Reino Unido |        |                                                    |                    |          |  |
| N.º                                             | Título | Escritor(es)                                       | Productor(es)      | Duración |  |
| 20.                                             | «Gray» | Lovato Caroline Ailin Tranter Simmons Felder Brown | Felder Brown Zaire | 3:11     |  |
| 60:22                                           |        |                                                    |                    |          |  |

| Edición Target |              |                                                          |                        |          |  |
| N.º            | Título       | Escritor(es)                                             | Productor(es)          | Duración |  |
| 20.            | «I'm Sorry»  | Lovato Chloe Angelides Ryan Vojtesak Love                | Charlie Handsome Allan | 3:37     |  |
| 21.            | «Change You» | Lovato Trey Campbell Angelides Michael Woods Kevin White | Rice N' Peas Allan     | 3:09     |  |
| 63:57          |              |                                                          |                        |          |  |

| Edición expandida |                                    |                                                                           |                          |          |  |
| N.º               | Título                             | Escritor(es)                                                              | Productor(es)            | Duración |  |
| 20.               | «I Love Me»                        | Lovato Anne-Marie Jennifer Decilveo Niceforo Sean Douglas Sorrells Felder | Niceforo Sorrells Felder | 3:24     |  |
| 21.               | «I'm Ready» (con Sam Smith)        | Lovato Sam Smith Ilya Salmanzadeh Savan Kotecha Peter Svensson            | Salmanzadeh              | 3:20     |  |
| 22.               | «OK Not to Be OK» (con Marshmello) | Lovato Marshmello Gregory Hein James Gutch James Nicholas Bailey          | Marshmello               | 2:39     |  |
| 66:34             |                                    |                                                                           |                          |          |  |

| Edición deluxe |                                           |                                                    |                                |          |  |
| N.º            | Título                                    | Escritor(es)                                       | Productor(es)                  | Duración |  |
| 20.            | «Sunset»                                  | Lovato Atterberry Pollack Brown Simmons            | Brown Kaolo Pollack            | 4:04     |  |
| 21.            | «Anyone» (Live Acoustic)                  | Lovato Bourelly Mirzazadeh Mooncie Roman Alexander | Roman Mooncie Alexander D'Elia | 3:42     |  |
| 22.            | «Dancing with the Devil» (Live Acoustic)  | Lovato Atterberry Allan Ho                         | Allan Ho                       | 4:10     |  |
| 23.            | «ICU (Madison's Lullaby)» (Live Acoustic) | Lovato Atterberry Cornish                          | Phil the Keys Allan            | 3:29     |  |
| 72:00          |                                           |                                                    |                                |          |  |

## Fechas de lanzamiento
| Región | Fecha              | Formato(s)                           | Sello          | Ediciones                 |
| ------ | ------------------ | ------------------------------------ | -------------- | ------------------------- |
| Varios | 2 de abril de 2021 | CD casete descarga digital streaming | Island Records | Estándar expandida Target |
| Varios | 5 de abril de 2021 | Descarga digital streaming           | Island Records | De lujo                   |

## Posicionamiento en listas
| Listas (2021)                      | Mejor posición |
| ---------------------------------- | -------------- |
| Australia (ARIA)                   | 8              |
| Austria (Ö3 Austria)               | 4              |
| Bélgica (Ultratop flamenca)        | 2              |
| Bélgica (Ultratop valona)          | 1              |
| Canadá (Billboard Canadian Albums) | 6              |
| República Checa (ČNS IFPI)         | 12             |
| Países Bajos (Album Top 100)       | 4              |
| Francia (SNEP)                     | 56             |
| Alemania (Offizielle Top 100)      | 5              |
| Hungría (MAHASZ)                   | 1              |
| Irlanda (OCC)                      | 4              |
| Italia (FIMI)                      | 6              |
| Nueva Zelanda (RMNZ)               | 1              |
| Noruega (VG-lista)                 | 1              |
| Polonia (ZPAV)                     | 7              |
| Portugal (AFP)                     | 3              |
| Escocia (Scottish Albums Chart)    | 2              |
| Eslovaquia (ČNS IFPI)              | 3              |
| España (PROMUSICAE)                | 2              |
| Suiza (Schweizer Hitparade)        | 7              |
| Estados Unidos (Billboard)         | 1              |
| Reino Unido (UK Albums Chart)      | 2              |
| Estados Unidos (Billboard 200)     | 2              |

## Certificaciones
| País      | Organismo certificador | Certificación | Ventas certificadas | Ref    |
| --------- | ---------------------- | ------------- | ------------------- | ------ |
| Alemania  | BVMI                   | Oro           | 30 000              | [ 46 ] |
| Australia | ARIA                   | Oro           | 30 000              | [ 47 ] |
| Austria   | IFPI                   | Oro           | 10 000              | [ 48 ] |
| Bélgica   | BEA                    | Oro           | 60 000              | [ 49 ] |
| Canadá    | Music Canada           | Oro           | 60 000              | [ 50 ] |
| Dinamarca | IFPI                   | Oro           | 30 000              | [ 51 ] |
| Suiza     | IFPI                   | Oro           | 15 000              | [ 52 ] |